# Izmajil
Izmajil (Oekraïens: Ізмаїл) is een stad in het zuidwesten van Oekraïne, in de oblast Odessa, nabij de Kilija-arm van de Donau. Het is naast Vylkove de belangrijkste Oekraïense havenstad in de Donaudelta. De stad telt circa 85.000 inwoners.
Izmajil is een klein centrum van de voedselindustrie en vooral een regionale toeristische bestemming. Het is daarnaast ook nog een basis van de Oekraïense marine, waarvan de troepen zijn gestationeerd op de Donau.

## Geschiedenis
Izmajil werd in 1790 tijdens de Russisch-Turkse Oorlog belegerd door de Russen en op 22 december van dat jaar nam het Russische leger de stad in.

## Demografie
De bevolking bestaat voor 43,7% uit Russen, 38% Oekraïners, 10% Bulgaren en 4,3% Moldaviërs.

## Geboren
- Galina Tsjistjakova (1962), Sovjet-Russisch-Russisch-Slowaaks verspringster en hink-stap-springster